# Karl Weber (Archäologe)
Karl Jakob von Weber (* 12. August 1712 in Arth; † 15. Februar 1764 in Neapel), in Italien als Don Carlos Weber bekannt, war ein Schweizer Militäringenieur und Amateur-Archäologe.
Weber absolvierte von 1729 bis 1731 das Obergymnasium des Jesuitenkollegs Luzern und anschliessend von 1731 bis 1735 ein Studium der Mathematik am Collegio Ghislieri in Pavia.
Der Militäringenieur Weber, zuletzt im Range eines Obersts, kam 1748 als Assistent von Grabungsleiter Roque Joaquín de Alcubierre zu den Ausgrabungsstätten Herculaneum, Pompeji und Stabiae nach Kampanien. Anders als sein Vorgesetzter de Alcubierre, der nur Schatzsucher war, brachte Weber wissenschaftlichere Methoden bei den Ausgrabungen ein. Er zeichnete beispielsweise die ersten Teilpläne Pompejis, führte ein Grabungstagebuch und ging bis zu einem gewissen Grade methodisch vor. Da de Alcubierre ihm dieses Können neidete, sabotierte er Weber. In seinen Sendschreiben von den Herculaneischen Entdeckungen liess Johann Joachim Winckelmann nach seinem Besuch der Grabungsstätte 1758 kein gutes Haar an de Alcubierre, lobte jedoch Weber, ohne den – seiner Meinung nach – die Lage der Ausgrabungen am Vesuv viel katastrophaler gewesen wäre:
Da mit dieser Zeit dieser Don Rocco höher stieg, wurde die Unteraufsicht und das Befahren der unterirdischen Orte und Grüfte einem Ingenieur aus der Schweiz, Herrn Karl Weber, welcher itzo Major ist, übergeben; und diesem verständigen Manne hat man alle guten Anstalten, die nachhergemachet sind, zu danken.
Seine wichtigste Arbeit war die Erforschung der Villa dei Papiri in Herculaneum in den Jahren 1750 bis 1765. Von 1758 (?) bis 1764 war Weber als Stellvertreter de Alcubierres Grabungsleiter in Pompeji. Hier wurde unter seiner Leitung das Grab der Mamia und das Grab der Istacidier freigelegt. Seine Entdeckungen lösten in Europa eine Welle des Interesses und der Antikenbegeisterung aus. Heute gilt Karl Weber als einer der Begründer der modernen Archäologie.
Weber hatte einen jüngeren Bruder, Franz Dominik von Weber, der Brigadegeneral im Regiment von Tschudi der Päpstlichen Schweizergarde war.